# Aventura
Pour les articles homonymes, voir Aventura (homonymie).
 (décembre 2017).
Si vous disposez d'ouvrages ou d'articles de référence ou si vous connaissez des sites web de qualité traitant du thème abordé ici, merci de compléter l'article en donnant les références utiles à sa vérifiabilité et en les liant à la section « Notes et références ».
Aventura est un groupe de bachata qui chante en espagnol ou en spanglish, formé en 1994 dans le Bronx de New York. Le groupe connaît un grand succès en 2002 avec la chanson Obsesión.

## Historique
Aventura est formé en 1994 dans le Bronx de New York par quatre jeunes hommes : Romeo Santos, Lenny Santos, Max Santos et Henry Santos Jeter. Lenny et Max sont frères. Anthony (Romeo) et Henry sont cousins, mais n'ont pas de parenté avec les deux premiers.
Entre 1994 et 1999, le groupe porte le nom de Los Tinallers et sort, sous ce nom, l'album Trampa De Amor comportant déjà la chanson Cuando Volveras.
Sorti en 2002, le titre Obsesión (avec les chœurs de Judy Santos) est l'une des danses de l'été 2004 et un tube en France. Il se classe no 1 du Top Singles français le 14 août 2004, reste sept semaines à cette place et devient single de diamant.

### Séparation et retour
Après la séparation du groupe en 2011, Lenny et Max forment un nouveau projet musical, d'abord baptisé D'Element, puis Vena lorsque le chanteur du groupe Xtreme les rejoint, jusqu'en 2015. En 2016, les chanteurs Mike Stanley et J Love rejoignent, également, le groupe.
En février 2016 le groupe a donné une série de concerts au United Palace (en) de New York.
En 2018, Lenny et J Love rebaptisent le groupe en DNA Latin Group et dévoilent des singles tels que Lujuria et Hermanita. Max Santos rejoint le groupe qui publie Soy tu delirio, tandis que Romeo et Henry Santos continuent en solo.
En 2019, Romeo Santos reforme le groupe pour enregistrer le single Inmortal pour son album de duos Utopia.

### Controverses
En 2005, pour avoir eu une conduite obscène sur scène, le groupe a l'interdiction de se produire en République dominicaine pendant quelque temps[Combien ?].
Le 10 décembre 2008, lors d'un concert au Coliseo José Miguel Agrelot (Porto Rico), Max, le bassiste du groupe, lance son micro dans le public, blessant une fan à l'œil. Le 16 juillet 2010, Max est déclaré coupable et condamné à payer une amende de 1 000 dollars et une peine spéciale[Quoi ?] de 0,30 $.

## Membres du groupe

### Membres fondateurs
- Anthony « Romeo » Santos (né le 21 juillet 1981) : leader, chanteur, compositeur
- Lenny « Playboy » Santos (né le 24 octobre 1979) : guitare, arrangements
- Max « Mikey / El Trueno / MaxAgende » Santos (né le 30 janvier 1982) : basse
- Henry « Hustlehard » Santos Jeter (né le 15 décembre 1979) : chanteur, compositeur, chorégraphe.

### Autres musiciens
- Octavio Rivera dit Toby Love : chant
- Miguel Echavarria : tambora, bongos
- Sammy Puntiel : guira
- Wilmore Franco : batterie, guitare
- Joshua J-Traxx : synthé

## Récompenses
Le groupe a reçu les prix Lo Nuestro 2005 et 2006 du meilleur groupe tropical.

## Discographie

### Autres titres
- Inmortal (2019), sur l'album de Romeo Santos
- Brindo Con Agua' (2024)

### Compilations
- 2001 : Aventura et Elvis Martinez : Toda Una Aventura
- 2006 : Idolos de Multitudes
- 2011 : 14+14
- 2012 : Grandes Éxitos
- 2016 : Todavía Me Amas: Lo Mejor de Aventura

### Participations
- 2000 : Dame la mano paloma sur la compilation Navidad con bachata
- 2000 : Mi burrito sabanero sur une compilation de chants de Noël (villancicos)
- [Quand ?] Amarfis : Me dejo (featuring Papi Sanchez et Henry Santos) (merengue)
- [Quand ?] Arjelis y Grupo NV : Bronx Story (feat. Henry Santos Santos) (bachata)
- 2004 : Tego Calderón feat. Aventura : We Got the Crown (Envidia) (reggaeton)
- 2005 : Wisin y Yandel : Noche de sexo (reggaeton)
- 2005 : Huellas del Tiempo feat. Lenny et Mikey : Nuestro Amor (bachata)
- 2006 : Thalía et Aventura : No No No (pop/bachata)
- [Quand ?] Nuestro Himno, version en espagnol de l'hymne américain (The Star-Spangled Banner) par Wyclef Jean (avec Pitbull, Carlos Ponce, Olga Tañón, Ivy Queen, Andy Andy, Autoridad de la Sierra, Aventura et Rayito, Kalimba, LDA, Tony Sunshine, Patrulla 81, Frank Reyes, Gloria Trevi, Yamayea, N'Klabe, Reik, Kany).
- 2007 : Wisin y Yandel : Noche de sexo, Pam Pam (remix ft Romeo) (reggaeton)
- 2007 : Toby Love feat. Mikey : Porque No